# Surkhobite
La surkhobite è un minerale appartenente al gruppo della bafertisite.